# Ali Larayedh

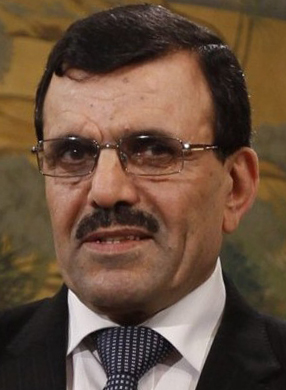
Ali Larayedh (2014)

Ali Larayedh (arabisch علي العريّض, DMG ʿAlī al-ʿArayyiḍ; auch Larajedh; * 15. August 1955 in Medenine) ist ein tunesischer Politiker der islamistischen Ennahda-Bewegung. Vom 22. Februar 2013 bis 9. Januar 2014 war er Premierminister.

## Politische Laufbahn
Ab 1981 war Larayedh Sprecher der islamistischen Ennahda-Bewegung. Unter Präsident Zine el-Abidine Ben Ali wurde er 1990 inhaftiert und zu 15 Jahren Haft verurteilt.
Nach dem Machtverlust von Präsident Ben Ali infolge von Massenprotesten („Jasminrevolution“) Anfang 2011 und dem Sieg der Islamisten bei der Wahl zur Verfassunggebenden Versammlung, trat Larayedh am 20. Dezember 2011 dem Kabinett seines Parteifreundes Hamadi Jebali als Innenminister bei.
Nach dem Rücktritt Jebalis wurde Larayedh am 22. Februar 2013 zu seinem Nachfolger ernannt.
Larayedh galt während seiner Amtszeit als Premierminister als Hardliner und lehnte jegliche Beteiligung von Parteien in der Politik ab, die unter Ben Ali irgendeine Rolle spielten.
Am 24. Oktober 2013 kündigte Larayedh seinen Rücktritt an. Am 9. Januar 2014 beendete er sein Amt. Sein Nachfolger wurde der vorige Industrieminister Mehdi Jomaâ.
Am 19. Dezember 2022 wurde Larayedh  in Untersuchungshaft genommen. Weil er bis April 2023 noch nicht vor einen Richter gestellt worden war, forderte Human Rights Watch seine sofortige Freilassung.